# Nicolae Tătăranu
Nicolae Tătăranu, romunski general, * 1890, † 1953.